# Андреевка (Мишкинский район)
Андре́евка (баш. Андреевка) — деревня в Мишкинском районе Республики Башкортостан Российской Федерации. Входит в состав Кайраковского сельсовета.

## География

### Географическое положение
Расстояние до:
- районного центра (Мишкино): 23 км,
- центра сельсовета (Кайраково): 5 км,
- ближайшей ж/д станции (Загородная): 112 км.

## Население
| 2002 | 2009 | 2010 |
| ---- | ---- | ---- |
| 39   | ↘38  | ↗43  |

### Национальный состав
Согласно переписи 2002 года, преобладающая национальность — марийцы (97 %).

## Инфраструктура
Личное подсобное хозяйство с зоной сельскохозяйственного использования, индивидуальная застройка усадебного типа.
Основа экономики — сельское хозяйство.

## Достопримечательности
Стела участникам Великой Отечественной войны 1941-1945 гг.

## Транспорт
Деревня доступна автотранспортом.  